# Diaphania infernalis
Diaphania infernalis is een vlinder uit de familie van de grasmotten (Crambidae), uit de onderfamilie van de Spilomelinae. De wetenschappelijke naam van deze soort is voor het eerst voorgesteld als Phacellura infernalis door Heinrich Benno Möschler in een publicatie uit 1890. De soort komt voor in Puerto Rico.